# Пресконференція

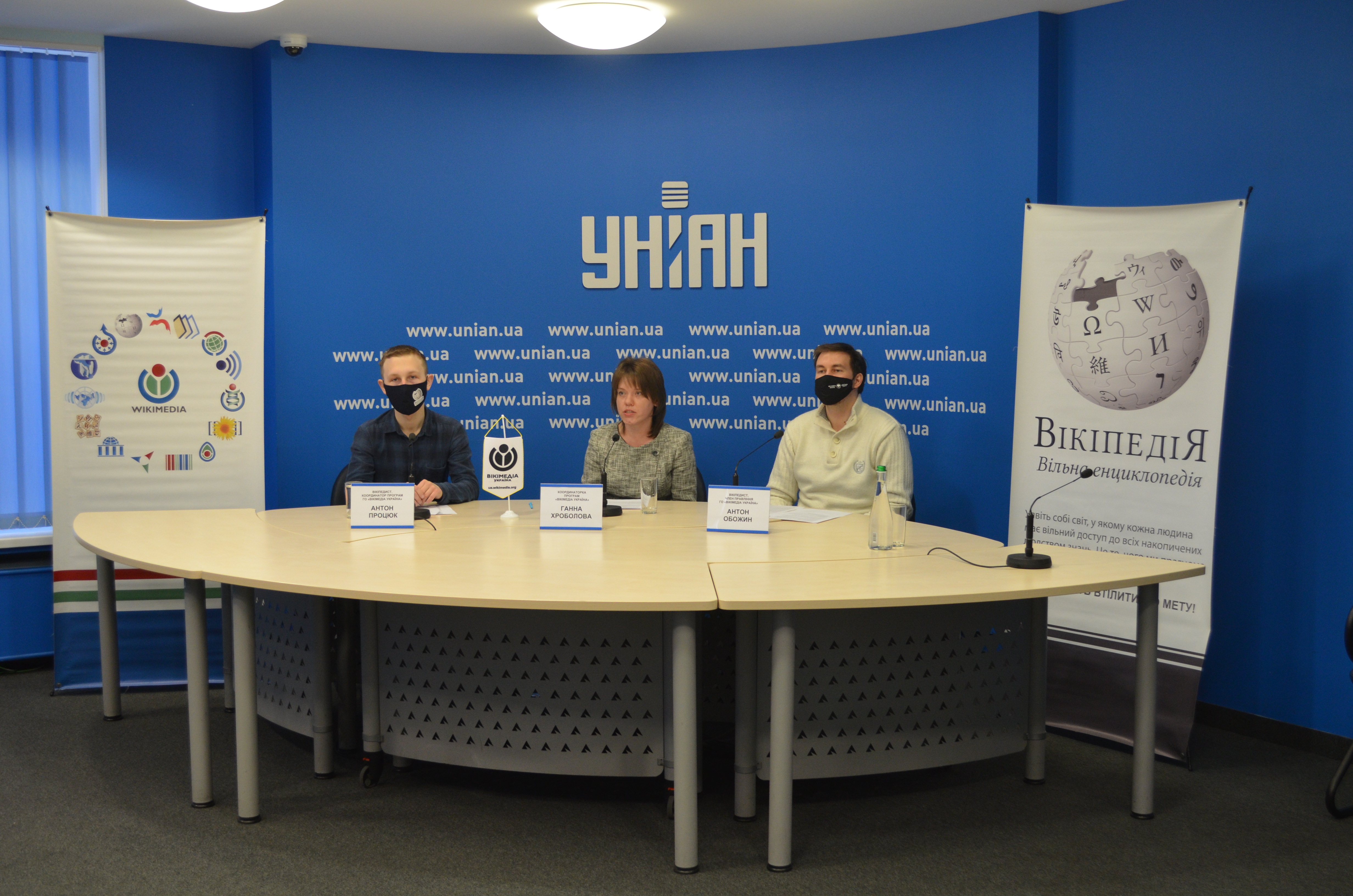
Пресконференція про Вікіпедію у 2021 році

Пресконфере́нція (від англ. press-conference) — захід, що проводиться у випадках, коли є суспільно значуща новина, і організація або окрема відома особа, безпосередньо пов'язані з цією новиною, бажають дати свої коментарі з цього приводу, які були б цікаві і важливі для громадськості. Зустріч державних, політичних, громадських, наукових та інших діячів з представниками засобів масової інформації для висвітлення питань, які цікавлять широку громадськість.

## Технологія проведення пресконференції
Зазвичай під час пресконференції її учасники відповідають на запитання журналістів, прямо або побічно пов'язані з темою пресконференції.
- Приблизно за тиждень до очікуваної пресконференції необхідно оповістити ті ЗМІ, чия присутність необхідна на пресконференції. Як правило, це робиться шляхом розсилки пресрелізів (за вже заздалегідь заготовленої медіа-карти) — наприклад, електронною поштою.
- Напередодні перевіряються кількість отриманих запрошень з тих, хто відвідає пресконференцію.
- Важливо присутність «відомих персонажів». Тому потрібно заздалегідь налагодити з ними контакт і запросити, зацікавивши їх.

Для того, щоб зацікавити якомога більшу кількість журналістів та експертів, необхідно поставити на чолі обговорення тему, загальну і актуальну для всіх запрошених (так, щоб у назві не фігурувало назва компанії чи організації). Запросити слід представників усіх або основних сторін, яких тема обговорення напряму стосується.
Тривалість проведення пресконференції зазвичай від 30 хвилин до 3 годин в залежності від теми та кількості журналістів.
Перебіг пресконференції зазвичай координує модератор. Він налагоджує і підтримує дискусію, координує обговорення: представляє тему заходу і учасників, надає кожному з них слово, озвучує найважливіші питання, надає можливість поставити додаткові питання присутнім журналістам.
У пресконференції, на відміну від брифінгу, беруть активну участь обидві сторони зустрічі. Тут не тільки заслуховують інформацію, але ще й ставлять запитання, домагаються відповідей, висловлюють міркування, обговорюють певні теми, з'ясовують обставини якихось подій та їхню майбутню перспективу. Пресконференція є не тільки способом інформування, а ще й засобом декларування позиції, знаряддям у політичній грі. Політичне навантаження пресконференції полягає у тому, що значення тут мають не лише відповіді на запитання, а й ухилення від відповідей, натяки, двозначні висловлювання.